# Złota 44

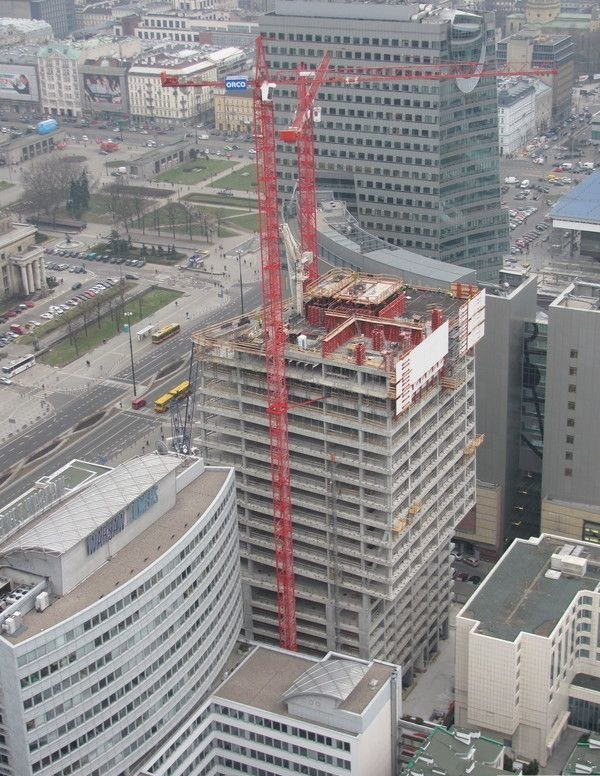
Widok w 2011 roku po wznowieniu budowy. Na zdjęciu widoczna 21. kondygnacja

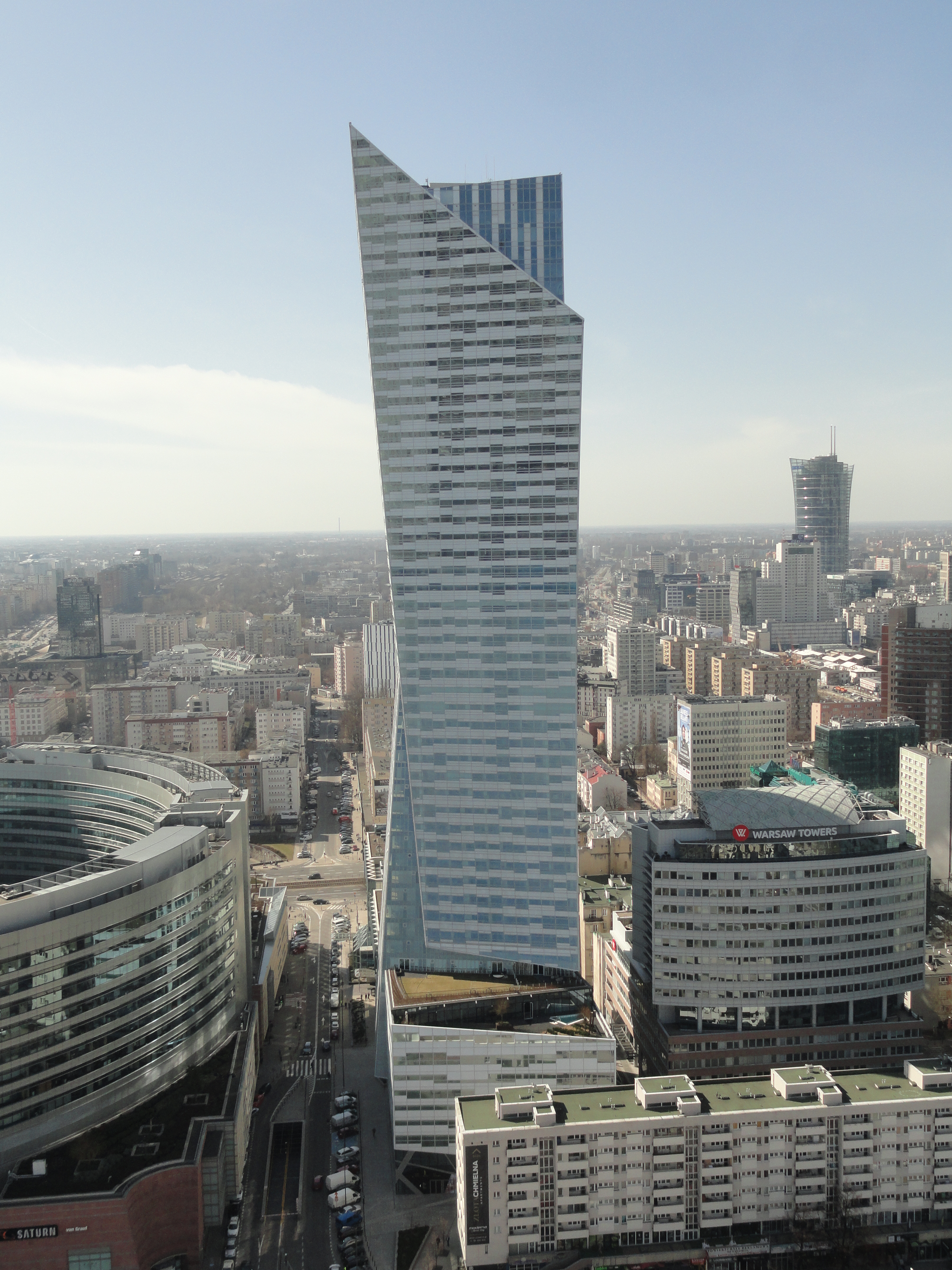
Wieżowiec widziany z Pałacu Kultury i Nauki

Złota 44 – wieżowiec mieszkalny znajdujący się w Warszawie przy ul. Złotej 44, w dzielnicy Śródmieście. 

## Budowa
10 maja 2006 roku władze miasta Warszawy wydały pozytywną decyzję o warunkach zabudowy pod nową inwestycję Złota 44. W 2007 roku rozpoczęła się rozbiórka budynku City Center pod plac budowy wieżowca, zakończona w listopadzie tego samego roku. 5 grudnia 2007 roku inwestor uzyskał pozwolenie na budowę.
Budowę wieżowca rozpoczęto w marcu 2008 roku. 16 marca 2009 roku, po wybudowaniu 17 kondygnacji w związku z problemami prawnymi budowa wieżowca została wstrzymana. Wznowienie prac nastąpiło w styczniu 2011 roku.
2 lutego 2012 roku na szczycie budynku zawieszono wiechę, oznaczającą zakończenie konstrukcji wieżowca. Budowa zakończyła się w 2013 roku, lecz ze względu na problemy finansowe inwestora, a w konsekwencji rozwiązania umowy z wykonawcą, wnętrza budynku nie zostały w pełni wykończone. 
Na początku kwietnia 2014 spółka Orco Property Group poinformowała o wypowiedzeniu jej finansowania. Deweloper został tym samym zobowiązany do spłaty kredytów w wysokości 171,1 mln PLN i 19,6 mln EUR w ciągu 30 dni. 28 sierpnia 2014 roku doszło do zmiany właściciela nieruchomości, którą nabyło od Orco Property Group konsorcjum spółek Amstar i BBI Development. Nowi nabywcy poinformowali, iż budynek zostanie ukończony i pozostanie luksusowym apartamentowcem, zgodnie z pierwotnymi założeniami.
Uroczyste otwarcie budynku odbyło się 13 marca 2017.

## Charakterystyka
Złota 44, będąca najwyższym budynkiem mieszkalnym w Polsce oraz w Unii Europejskiej, jest luksusowym apartamentowcem o wysokości 192 metrów. Apartamenty mieszczą się na piętrach 9–52. Ich średnia wielkość to 120 m². Zostały one wyposażone w system HMS, umożliwiający zarówno komputerowe sterowanie m.in. klimatyzacją, żaluzjami, ogrzewaniem czy oświetleniem, jak i zamówienie posiłku z restauracji bądź innej usługi. Każdy z mieszkańców otrzymał indywidualną kartę magnetyczną, umożliwiającą wjazd windą wyłącznie na piętro, na którym znajduje się apartament jej właściciela.
Do dyspozycji mieszkańców budynku zostały udostępnione:
- 24-metrowy basen
- sauna
- centrum spa
- taras widokowy
- fitness klub z salą do jogi
- recepcja z concierge
- sala kinowa
- symulator gry w golfa
- piwniczka do starzenia win

## Konstrukcja budynku
Trzon budynku został wykonany z żelbetu, a zwieńczenie – z konstrukcji stalowej. Ostatnie piętro znajduje się na wysokości 181 metrów, natomiast kolejne 11 metrów przeznaczono na charakterystyczne zakończenie budynku.

### Fasada
W budynku po raz pierwszy w Polsce zastosowano trójszybową fasadę modułową Triple Glazed Unit, która jest konstruowana w warsztacie, a nie na miejscu budowy i charakteryzuje się niskim współczynnikiem przenikania ciepła oraz silną izolacją akustyczną. Złota 44 jest pierwszym wieżowcem w Polsce, którego elementy fasady zostały poddane Testowi Florydy i przeszły go pozytywnie.
Apartamentowiec był nagradzany w międzynarodowych konkursach np. w International Property Awards 2015, w którym wieża została uznana za Najlepszą rezydencję w Unii Europejskiej, zdobywając główne nagrody w trzech kategoriach: Najlepsza inwestycja mieszkaniowa, Najlepszy apartament i Najlepszy projekt wnętrz apartamentów pokazowych.

## Architekt
Głównym autorem projektu jest Daniel Libeskind, amerykański architekt polskiego pochodzenia. Wśród zaprojektowanych przez niego budynków znalazły się m.in.: Muzeum Żydowskie w Berlinie, Muzeum Felixa Nussbauma w Niemczech, Imperial War Museum North w Manchesterze, Muzeum Żydowskie w San Francisco czy Nowe Centrum Łodzi: Brama Miasta. Daniel Libeskind jest również autorem projektu zagospodarowania Ground Zero po World Trade Center w Nowym Jorku.
Zgodnie z koncepcją autora, budynek Złotej 44 miał wejść w dialog z Pałacem Kultury i Nauki i zmienić ulicę oraz miejski kontekst. Architekt chciał również, aby zaprojektowana forma wieży mieszkalnej był ciekawa do oglądania z różnych punktów w panoramie Warszawy. Budynek jest nazywany Żaglem, jednak inspiracją dla Libeskinda było skrzydło orła – symbol zmieniającej się Warszawy, Polski i wolności.
Projekt powstał w wyniku współpracy Amerykanina z polską firmą Artchitecture.

## Spory prawne
Budowa wieżowca została zaskarżona przez mieszkańców sąsiedniego, niższego budynku mieszkalnego. Wyrokiem z dnia 15 kwietnia 2008 roku (sygn. akt IV SA/Wa 2410/06) Wojewódzki Sąd Administracyjny w Warszawie oddalił skargę na decyzję o warunkach zabudowy. Sąd nie uwzględnił przy tym faktu, iż nowy budynek (dużo wyższy od budynku City Center) może ograniczyć dostęp światła słonecznego do mieszkań w tym budynku. Kwestia ta wykracza poza ustalenia dokonywane w toku postępowania, zmierzającego do wydawania decyzji o warunkach zabudowy i odnosi się ona jedynie do cech, parametrów i funkcji zamierzonej inwestycji. Kwestie te podlegały ocenie podczas rozpoznawania skargi na decyzję o przyznaniu pozwolenia na budowę. Wyrokiem z dnia 29 lipca 2009 roku (VII SA/Wa 1202/08) Wojewódzki Sąd Administracyjny uchylił tę decyzję wojewody mazowieckiego, tym samym wstrzymując prace budowlane.
Oba wyroki Wojewódzkiego Sądu Administracyjnego w Warszawie zostały zaskarżone do Naczelnego Sądu Administracyjnego, który 24 czerwca 2010 roku zdecydował, że nie przywróci pozwolenia na budowę. 7 października 2010 roku spółka Orco Property Group poinformowała jednak w komunikacie, iż Wojewoda Mazowiecki utrzymał w mocy pozwolenie na budowę wieżowca Złota 44. Inwestor zapowiedział, że może ponownie wkroczyć na plac budowy i kontynuować inwestycję na podstawie ostatecznej i wykonalnej decyzji.